# Oryzopsis molinioides
Oryzopsis molinioides là một loài thực vật có hoa trong họ Hòa thảo. Loài này được (Boiss.) Hack. ex Paulsen mô tả khoa học đầu tiên năm 1903.